# Burian II. z Gutštejna
Burian II. z Gutštejna a na Nečtinách (řečený Bohatý, okolo 1430 – 1488) byl český šlechtic, zemský hejtman a vysoký zemský úředník z rodu pánů z Gutštejna. Vlastnil rozsáhlá panství v severozápadních Čechách, která získal věrnou službou na dvoře českého krále Vladislava II. Jagellonského. Zastával funkce mistra královské komory a nejvyššího komorníka Království českého. Posléze se vypracoval na jednoho z nejvlivnějších a nejmajetnějších českých šlechticů své doby a významně také zveleboval svá panství.

## Životopis

### Mládí
Pocházel ze starého českého šlechtického rodu pánů z Gutštejna, byl jediným synem krajského hejtmana Buriana I. z Gutštejna. Narodil se patrně na některém z hradů Gutštejn, Všeruby nebo na jiném z rodinných statků.
Otec spolu se svým bratrem Janem vystupoval se začátkem husitských válek od roku 1419 jako na katolické straně císaře Zikmunda Lucemburského, společně drželi panství některých západočeských klášterů, například Chotěšova nebo Žebnice. Rovněž byli později patrně soustředěni v plzeňském landfrýdu, spolku šlechtické katolické domobrany střežící rozsáhlý prostor panství zasahující oblast západních, jihozápadních a severozápadních Čech. V době pohusitského interregna podporoval českým sněmem zvoleného českého krále Jiřího z Poděbrad.

### Pánem panství
Po otcově smrti roku 1462 zdědil Burian II. rodinné statky Všeruby, Nečtiny, Tachov, Rabštejn, Dolní Bělá a mnohé další. K rodovému jmění posléze připojil Točník, Švamberk, Žebrák, Příbram i několik statků v Bavorsku. Po sporu s králem Jiřím, kdy odmítal vydat panství Rabštejn nezletilým dědicům Jana Calty z Kamenné Hory se odvrátil od Jiřího. Spolu se svým příbuznými se stal jedním ze šestnácti zakládajícím členů katolické Zelenohorské jednoty, založené koncem roku 1465, která začala na základě vyhlášení papežské klatby[nepřesný odkaz] nad Poděbradem působit proti králi také vojensky. Po nastolení autority uherského krále a českého vzdorokrále Matyáše Korvína jím byl jmenován dvorským sudím.

### Ve službách Jagellonců

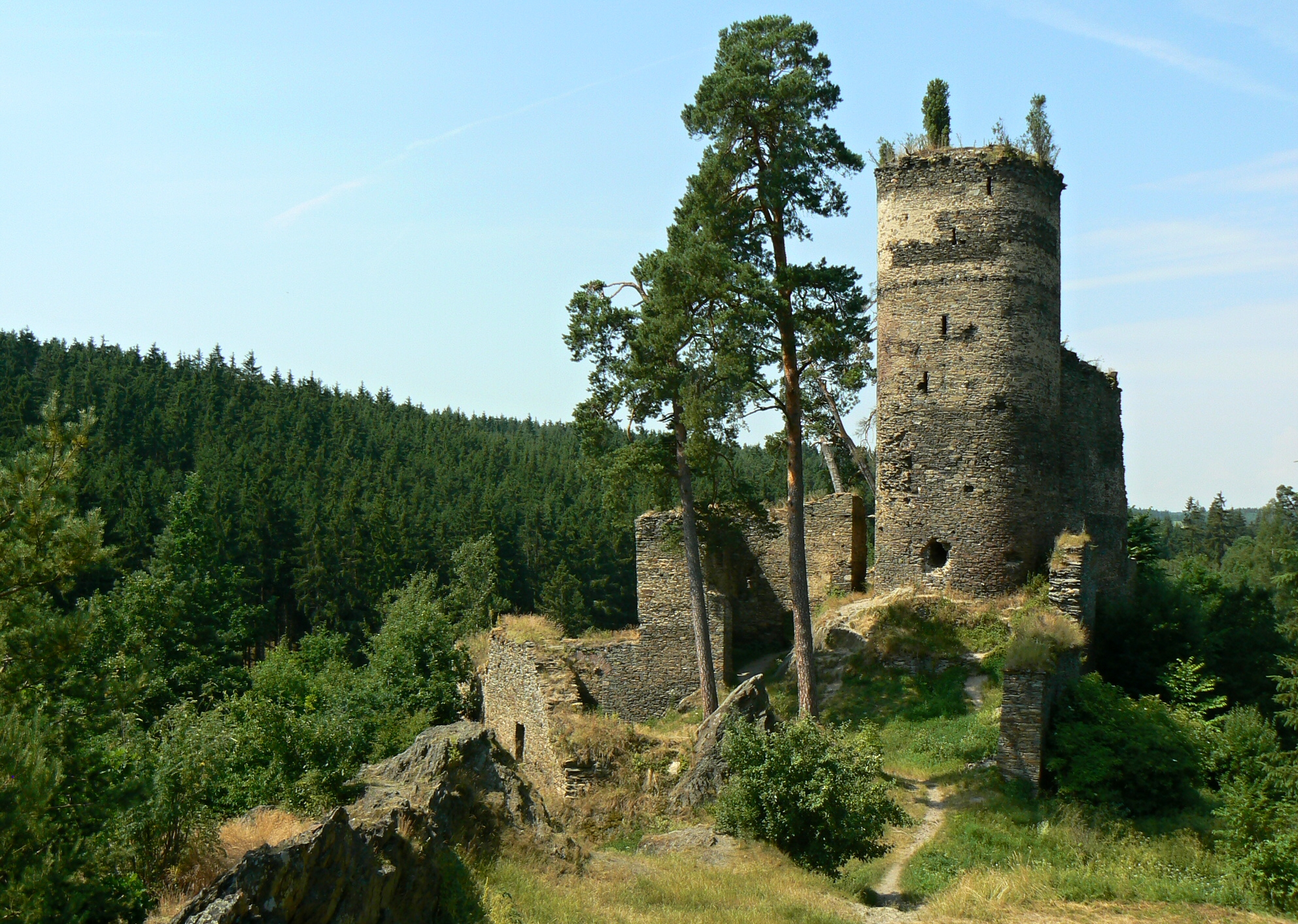
Rodový hrad Gutštejn

Po smrti Jiřího z Poděbrad roku 1471 a, Korvínovi navzdory, nástupu vybraného nástupce Vladislava II. Jagellonského na český trůn se k Vladislavovi přiklonil. Roku 1472 mu byl následně svěřen úřad mistra královské komory, který vykonával téměř až do své smrti. Dne 14. února 1474 na říšského hraběte, jakožto příslušník prvního rodu z českých zemí a českého mateřského jazyka povýšeného mezi říšská hrabata. Titul získal na základě císařského diplomu a vykoupení českých lén Heidingsfeld a Mainbernheim (obojí nedaleko Würzburgu) ze zástavy městu Norimberk, čímž si opatřil bezprostřední hrabství. Od roku 1475 zastával funkci nejvyššího komorníka Království českého[zdroj?] a hejtmana Žateckého a Rakovnického kraje, stejně jako člena královské rady.

### Bitva u Plzně
Zapojil se také do přímých bojů česko-uherských válek proti Korvínovi v západních Čechách. Roku 1477 se vydalo vojsko pod jeho vedením na Vladislavův příkaz směrem ke Korvínovi loajální Plzni o síle 4 až 5 tisíc vojáků. Cílem bylo obležení a dobytí jednoho z největších měst království ležící na důležité obchodní stezce do Bavorska a také obava, že by zdejší uhersko-plzeňská posádka mohla vojensky podpořit šlechtice Racka z Kocova, který se bránil Vladislavovým vojskům v obležených Horažďovicích. Tyto síly také mj. vyplenily hrad Věžka. Vojsko k Plzni dorazilo koncem roku 1477 a zahájilo obléhací operace, zejména pak při východní části hradeb města, odkud vojsko přitáhlo, což dokládají záznamy o zde stojícím františkánském klášteře nedaleko někdejší tzv. Pražské brány. Z tábora obléhatelů u Chotěšova pak 28. února vyrazila jednotka asi 400 ozbrojenců na tzv. pícování, tedy sběr píce pro válečné jezdectvo. Nedaleko Plzně se pak tento oddíl nechal vlákat do léčky připravené uherským hejtmanem velícím městu, při které byli všichni její příslušníci pobiti či zajati. Útočný výpad Buriana pak skončil fiaskem a porážkou v poli. Jagellonské vojsko v tzv. bitvě u Plzně zaznamenalo asi 400 mrtvých a asi 800 zajatých. Ztráty obránců Plzně nejsou známy. I vzhledem k blížícím se mírovým jednáním pak Gutštejnovo vojsko obléhání města zanechalo a přesunulo se pryč od města.
Nashromáždil veliký majetek a značný politický a společenský vliv, nejen v západních Čechách a příhraničí, ale v celé zemi. Nechával se titulovat Burian Bohatý. Údajně vlastnil na 500 vesnic a 1 700 mlýnů, což představovalo jen o něco menší celek, než jakým bylo rožmberské panství. Na svých panstvích mj. podpořil zakládání a výstavbu nových klášterů. V roce 1483 koupil od Jana Jence rozsáhlé petrohradské panství, ke kterému patřila dvě poddanská městečka (Kryry a Jesenice) a patnáct vesnic.

### Úmrtí
Zemřel roku 1488, patrně na některém ze svých hradů. Je možné, že byl pohřben v klášteře v Teplé, stejně jako jeho otec.

### Rodina
Jeho manželkou byla Zdeňka (Sidonie) z Ortenburgu († po 1493), pocházející z bavorského rodu od Pasova. Měl pět synů a tři dcery. Druhým manželem Anny z Gutštejna byl Vilém V. Švihovský z Rýzmberka.
- Dva z jeho pěti synů rod rozdělili do dvou větví a všichni prosluli i za hranicemi jako výtržníci. Dědic rodu Burian III. zemřel okolo roku 1494. Kryštof z Gutštejna páchal násilí na sousedních Šlicích, roku 1509 na něj povolali zemskou hotovost a musel vydat hrady Točník, Žebrák, Rabštejn, Sychrov a Příbram.
- Burianův vnuk Albrecht v období 1534–1542 pracoval jako nejvyšší mincmistr Království českého, stal se poručníkem Rožmberků, získal Kolín, Mělník, Poděbrady, Žirovnici a částečně zasloužil se splavnění Vltavy. Sepsal teologický spis. Albrechtův syn Kryštof zdědil povahu po svých dědech, vynikal svou neurvalostí, nakonec jej zbili vlastní poddaní.

Roku 2012 byl poblíž při někdejší obchodní Zlaté stezce do Bavorska při silnici z Tachova do Bärnau vztyčen milník připomínající Buriana II. z Gutštejna podle návrhu plzeňského akademického sochaře Jaromíra Šindeláře.